# Philippe de Montebello
Pour les articles homonymes, voir Lannes et Montebello.
Guy Philippe Henri Lannes de Montebello (né à Paris le 16 mai 1936) est un conservateur de musée franco-américain installé aux États-Unis. Il dirigea le Metropolitan Museum of Art de New York de juillet 1977 à janvier 2009.

## Biographie
Philippe de Montebello est né à Paris en 1936 dans une famille de l'aristocratie napoléonienne (l'un de ses ancêtres, Jean Lannes, était duc de Montebello et maréchal de France).
- Son père, le baron André Roger Lannes de Montebello (1908-1986), est un portraitiste et critique d'art, qui, pendant la Seconde Guerre mondiale, participe à la Résistance.
- Sa mère, Germaine Wiener de Croisset (1913-1975), fille de l'homme de lettres Francis de Croisset, descend par sa mère du marquis de Sade[1]. C'est aussi la demi-sœur de Marie-Laure de Noailles.

La famille des Montebello part pour New York en 1951. Mais alors que ses frères retournent en France, Philippe de Montebello reste aux États-Unis et est naturalisé américain en 1955.
Il fréquente le lycée français de New York et obtient son baccalauréat en 1958. Puis il poursuit des études en histoire de l'art à l'université Harvard, où il obtient un diplôme[Quoi ?] magna cum laude. Ensuite, il étudie à l'Institute of Fine Arts sous Charles Sterling, élève d'Henri Focillon, conservateur au Louvre et enseignant à New York University. Il obtient son doctorat en 1963 et entre au Met comme assistant du conservateur des peintures européennes.
Mis à part une période de quatre ans et demi au musée des beaux-arts de Houston, il consacre sa carrière au Met, dont il devient le directeur en 1977. Il s'emploie à doubler la superficie de l'établissement, rénove la galerie des peintures européennes du XIXe siècle, met en valeur les tableaux grand format de Giovanni Battista Tiepolo. Il fut critiqué pour son conservatisme vis-à-vis de l'art contemporain. Il participe à la  formation de l'Association of Art Museum Curators en 2001.

## Récompenses
- National Medal of Arts, 2002
- Médaille d'or du mérite des beaux-arts (Espagne), 2016[2].
- Docteur honoris causa de l'université de New York
- Docteur honoris causa du Dartmouth College
- Docteur honoris causa du Lafayette College
- Docteur honoris causa du Bard College
- Docteur honoris causa du Iona College
- Docteur honoris causa de l'université Harvard, son université[3]

## Décorations
- Officier de la Légion d'honneur Il est fait chevalier en 1991, et promu officier en 2007.
- Chevalier de l'ordre des Arts et des Lettres
- 2e classe, Étoile d'or et d'argent de l'ordre du Soleil levant en 2007[4]
- Commandeur numéroté (Encomienda de Número) de l'ordre d'Isabelle la Catholique
- Chevalier commandeur de l'ordre de Saint-Grégoire-le-Grand